# ルイス・フェルナンド・ペレイラ・ダ・シウヴァ
フェルナンジーニョ（Fernandinho）ことルイス・フェルナンド・ペレイラ・ダ・シウヴァ（ポルトガル語: Luiz Fernando Pereira da Silva、1985年11月25日 - ）は、ブラジルのサッカー選手。ポジションはFW。
Kリーグ時代の登録名はフェルナンド（ハングル: 페르난도）。

## クラブ歴
2004年に選手デビュー。2007年にKリーグの大田シチズンや香港の公民足球隊に在籍した。
2010年2月28日にサンパウロFCで初出場し、45分間で4アシストを記録するデビューとなった。2012年にはアル・ジャジーラ・クラブに1100万レアルで移籍。7月26日に行われたクラブ会見では3年契約にサインした事が報告され、同クラブに在籍している彼の友人、リカルド・オリヴェイラと良いコンビになるとの期待もなされた。背番号は12番で、この番号を直前につけていたのはサミ・ルバイヤであった
。2013年8月7日には1年のレンタル移籍でアトレチコ・ミネイロに移籍し、FCシャフタール・ドネツクへ売却したベルナルジの代役としてFIFAクラブワールドカップ2013では主軸の一人となった。2014年7月9日にアル・ジャジーラ・クラブは彼をグレミオFBPAへ200万ユーロの移籍金で売却した。グレミオFBPAではレンタル移籍の期間もあったが復帰し、FIFAクラブワールドカップ2017に出場し活躍を見せた。2018年1月3日に中国サッカー・スーパーリーグの重慶力帆に自由契約から加入した。

## タイトル

### クラブ
グレミオFBPA
- コパ・リベルタドーレス: 2017

### 個人
- カンピオナート・ブラジレイロ・セリエA最優秀新人賞: 2009